# Ruska peterka
Rúska petérka, (tudi mogóčna petérka) (rusko Могучая кучка (Mogučaja kučka)) je izraz za skupino ruskih skladateljev 19. stoletja. To so bili:
- Milij Aleksejevič Balakirjev
- Aleksander Porfirjevič Borodin
- César Antonovič Kjuj
- Modest Petrovič Musorgski
- Nikolaj Rimski-Korsakov

- Milij Balakirjev
- Aleksander Borodin
- César Kjuj
- Modest Petrovič Musorgski
- Nikolaj Rimski-Korsakov

Ti skladatelji so bili povečini glasbeni samorastniki, saj njihovi osnovni življenjski poklici niso bili povezani z glasbo. V ruskem glasbenem prostoru so zavzemali pomembno vlogo zaradi nacionalističnih teženj, ki so jih v glasbi izražali z uporabo ljudskih napevov in motivov. Pred njimi je Mihail Ivanovič Glinka poskušal ustvarjati izrazito rusko glasbo in je pisal opere z vsebino iz ruskega življenja. Skupina pa predstavlja prvi združeni poskus razvijanja takšne glasbe.

## Vplivi
Ruska peterka je vplivala na velike ruske skladatelje, med njimi na Sergeja Sergejeviča Prokofjeva, Igorja Fjodoroviča Stravinskega in Dimitrija Dimitrijeviča Šostakoviča.
Ime Les Six za še svobodnejšo skupino francoskih skladateljev izhaja iz imena skupine Ruska peterka.